# T'es heureuse ? Moi, toujours...
Pour plus de détails, voir Fiche technique et Distribution.
T'es heureuse ? Moi, toujours... est un film français réalisé par Jean Marbœuf, sorti en 1983.

## Synopsis
Un autobus, caravane de cinéma itinérant entre dans un village et suscite la curiosité de ses habitants.

## Fiche technique
- Titre français : T'es heureuse ? Moi, toujours...
- Réalisation : Jean Marbœuf, assisté de Jacques Cluzaud
- Scénario : Jean Marbœuf
- Photographie : Georges Barsky
- Musique : Guy Marchand
- Production : Marie-Annick Jarlegan
- Pays de production :  France
- Format : Couleurs
- Date de sortie : 23 février 1983

## Distribution
- Dominique Labourier : elle
- Denis Manuel : l'instituteur
- Claude Brasseur : le clown
- Guy Marchand : le danseur de claquettes
- Jacques Chailleux : le fada
- Michel Galabru : le patron du bistrot